# Gávea
Gávea és un barri de classe mitjana-alta i alta de la Zona Sud de la ciutat de Rio de Janeiro, Brasil. Malgrat la seva proximitat amb la favela Rocinha (part de la qual alguna vegada va estar dins dels límits del barri), té l'Índex de Desenvolupament Humà més alt de la ciutat.
Gávea es troba molt a prop de la Pedra da Gávea, a la qual deu el seu nom, i està emmarcat pels pics del turó Dois Irmãus.

## Toponímia

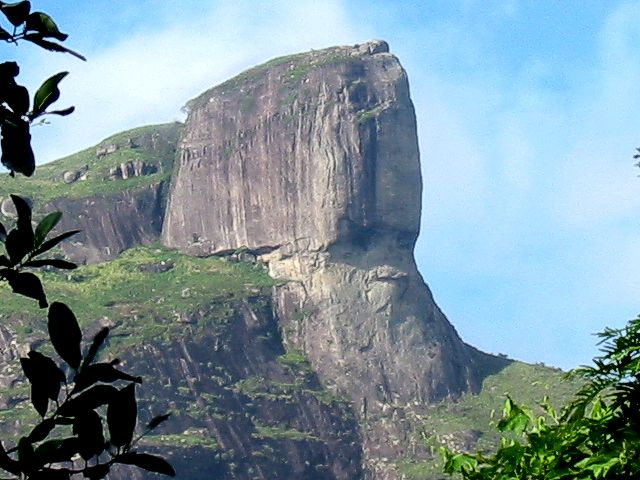
La Pedra da Gávea, al costat del barri homònim.

El barri agafa el seu nom de la Pedra da Gávea (842 metres), encara que aquesta es localitza a São Conrado, barri creat amb posterioritat. Es diu així per tenir en el seu cim una formació rocosa semblant a la vida (gávea) dels vaixells.

## Ubicació i límits
El barri limita amb São Conrado, Alto da Boa Vista, Leblon, Lagoa, Jardim Botânico, Vidigal i Rocinha.
Està inclòs a l'Àrea de Planejament 2, i comparteix la Regió Administrativa VI (Lagoa) amb Ipanema, Leblon, Lagoa, Jardim Botânico, Vidigal i São Conrado.
Té una superfície de 257,96 hectàrees i només un 44,49 % d'àrees urbanitzades i/o alterades, la qual cosa la situa entre els quinze barris menys urbanitzats de la ciutat.

## Història
Inicialment coberta de mata atlàntica, Gávea va començar a ser desboscada al segle xvi pels primers colonitzadors per a la utilització de les terres.
La regió, que pertanyia a la població de São José da Lagoa, el 1873 es va convertir en el poble de Nossa Senhora da Conceição da Gávea. Allà estava l'església de Nossa Senhora da Conceição, construïda entre 1852 i 1857.
L'accés principal a Gávea era el Caminho da Boa Vista, que tenia diverses granges i palauets. L'arquitecte francès Grandjean de Montigny va construir allà la seva residència, coneguda com a Olaria da Gávea.
Cap a 1860 ja existien a la zona prop de 150 propietats.
En el punt més alt del Caminho da Boa Vista es trobava la granja de José Antônio Pimenta Bé, el Marquês de São Vicente, que després donaria nom a un carrer. L'àrea va pertànyer a una granja de cafè, urbanitzada al segle xix, coneguda com a Chácara do Morro Queimado. El seu últim amo va ser l'enginyer Guilherme Guinle que, el 1939, la va vendre a la prefectura de Rio perquè es construís el Parc da Cidade, que ocupa 470 mil metres quadrats amb llacs, camins, reserva forestal i el Museu de la Ciutat.
Emmarcada per les parets del turó Dois Irmãus, de 539 metres d'altura, i els seus dos pics rocosos, Gávea és travessada pel riu Rainha –antigament conegut com a Rio Branco-, tributari de la Lagoa Rodrigo de Freitas. El parc Três Vendas -avui plaça Santos Dumont- era la principal referència de l'antic barri, fins a on arribaven les diligències el 1872. El 1904, el transport públic (ja a tracció elèctrica) pujava pel carrer Marquès de São Vicente fins al seu final, en un lloc anomenat Rodo.
Al segle xx van aparèixer indústries com la fàbrica de teixits São Félix, més tard anomenada Cotonifício da Gávea, així com Sudantex, en els inicis de la dècada de 1920. Després arribarien els laboratoris Park-Davis, Moura Brasil i la Indústria Química Merrel do Brasil. Així va ser com es van instal·lar viles per a obrers i, el 1942, el Parc Proletário da Gávea, eliminat el 1970.
A inicis de la dècada del '20, les anivellacions del terreny realitzades pel prefecte Carlos Sampaio a la zona més propensa a inundacions (entre el Jardí Botànic i la llacuna) van possibilitar la urbanització de terrenys a preus més accessibles que a Copacabana. El segment més aristocràtic es va establir en els terrenys més elevats del barri.

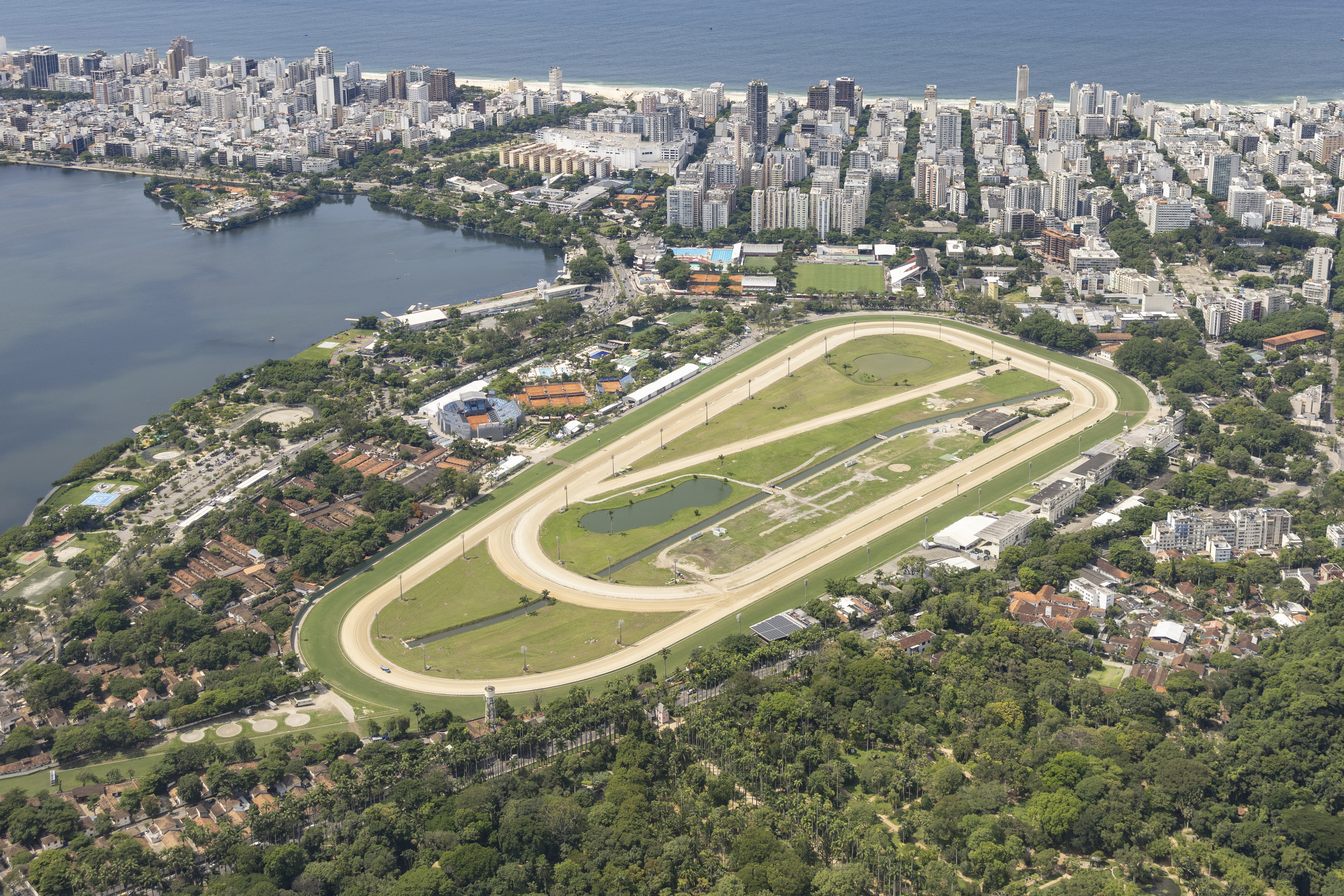
L'hipòdrom da Gávea i el Jardí Botànic al davant. El barri Gávea al centre. Darrere, la favela Rocinha, morro Dois Irmãus i l'Oceà Atlàntic.

Entre 1933 i 1952, amb l'obertura de l'autopista de Gávea, es va realitzar la carrera automobilística del Circuit de Gávea, anomenada Gran Premi Ciutat de Rio de Janeiro.
Fins a la dècada del '90, quan Gávea es va convertir en barri i Regió Administrativa, bona part de Rocinha pertanyia a aquest barri.